# Haitong Securities
Haitong Securities — китайская финансовая компания, одна из крупнейших брокерских компаний КНР. В списке крупнейших компаний мира Forbes Global 2000 за 2021 год Haitong Securities заняла 703-е место (1506-е по размеру выручки, 504-е по чистой прибыли, 388-е по активам и 1499-е по рыночной капитализации)

## История
Компания была основана в 1988 году под названием Shanghai Haitong Securities Company («Шанхай Хайтун Секьюритиз Компани»), в 1994 году слово Shanghai из названия было удалено. Основным акционером компании было шанхайское отделение Bank of Communications, выделившее 10 млн юаней уставного капитала. в 1990 году компания выступила соучредителем Шанхайской фондовой биржи, а в 1992 году стала участником Шэньчжэньньской фондовой биржи. В 2007 году акции компании были размещены на Шанхайской фондовой бирже, а в 2012 году — на Гонконгской.
В августе 2024 года был задержан за границей и репатриирован в Китай бывший заместитель генерального директора Haitong Securities Цзян Чэнцзюнь, который подозревался в совершении должностного преступления.

## Акционеры
Крупнейшим акционером является Shanghai Guosheng (Group) Company (10,37 %).

## Деятельность
Сеть компании на 2020 год насчитывала 343 отделения в КНР и международных финансовых центрах (Нью-Йорк, Лондон, Токио, Шанхай, Сингапур и Гонконг), компания обслуживала 18 млн клиентов. Компании принадлежит дочерний банк Haitong Bank, работающий в Европе и Латинской Америке (основные центры — Лиссабон, Мадрид, Лондон, Варшава и Сан-Паулу).
Выручка за 2020 год составила 54,3 млрд юаней, из них 17,4 млрд пришлось на комиссионные доходы, 14 млрд — на процентный доход, 11,1 млрд — инвестиционный доход, 3,9 млрд — доход от лизинга. На зарубежные операции пришлось 31 % выручки и 38 % активов.
Подразделения на 2020 год:
- Управление частным капиталом — управление капиталом крупных частных клиентов (более 13 млн клиентов с активами в сумме 2,44 трлн юаней); выручка 16 млрд юаней.
- Инвестиционный банкинг — размещение акций и облигаций на фондовых биржах Шанхая и Шэньчжэня, финансовые консультации; выручка 6,1 млрд юаней.
- Управление активами — управление активами розничных клиентов, компаний, финансовых институтов, фондов; активы под управлением на конец 2020 года составляли 244,4 млрд юаней в КНР и 60 млрд гонконгских долларов для международных клиентов; выручка 4,2 млрд юаней.
- Торговые и другие услуги — брокерские услуги для институциональных клиентов, в частности оптовый обмен валют, посреднические услуги на товарно-сырьевых, валютных и фондовых рынках, анализ ситуации на рынках; выручка 14,4 млрд юаней.
- Лизинг — выручка 8,4 млрд юаней.

## Дочерние компании
Основные дочерние компании по состоянию на 2020 год:
- Haitong Capital Investment Co., Ltd. (основана в 2008 году, инвестиции, Шанхай)
- Haitong International Holdings Ltd. (основана в 2007 году, инвестиционный холдинг, Гонконг)
- Haitong Innovation Securities Investment Co., Ltd. (основана в 2012 году, инвестиции, Шанхай)
- Shanghai Haitong Securities Asset Management Company Ltd. (основана в 2012 году, управление активами, Шанхай)
- Shanghai Zechun Investment & Development Co. Ltd. (основана в 2013 году, инвестиции в промышленность и недвижимость, Шанхай)
- Shanghai Weitai Properties Management Co., Ltd. (основана в 2014 году, инвестиции в недвижимость, Шанхай)
- Haitong-Fortis Private Equity Fund Management Co., Ltd. (основана в 2004 году совместно с бельгийским банком Fortis, управление инвестиционными фондами, Шанхай, 67 %)
- Haitong Futures Co., Ltd. (основана в 1993 году, посредничество при фьючерсных сделках, Шанхай, 67 %)
- HFT Investment Management Co., Ltd. (основана в 2003 году, управление активами, Шанхай, 51 %)
- Fullgoal Fund Management Co., Ltd. (основана в 1999 году, управление активами, Шанхай, 28 %)
- Haitong International Securities Group Ltd. (Бермудские острова, 35 %)